# Africalpe nubifera
Africalpe nubifera är en fjärilsart som beskrevs av George Francis Hampson 1907. Africalpe nubifera ingår i släktet Africalpe och familjen nattflyn. Inga underarter finns listade i Catalogue of Life.